# Cantanhede, Bồ Đào Nha
Cantanhede là một huyện thuộc tỉnh Coimbra, Bồ Đào Nha. Huyện này có diện tích 391 km², dân số thời điểm năm 2001 là 37910 người.